# Mausoleo de Joseph Kinney
El mausoleo de Joseph Kinney es un monumento situado en el cementerio de Morris Hill en la ciudad de Boise, la capital del estado de Idaho (Estados Unidos). Fue diseñado por Tourtellotte & Co. y construido en 1905. La estructura es de granito y presenta un pórtico dórico con puertas de bronce debajo de un frontón rehundido con una sencilla talla de piedra. Pilastras de esquina enmarcan dos ventanas laterales. El mausoleo se agregó al Registro Nacional de Lugares Históricos en 1982.

## Joseph Kinney
Joseph Kinney sirvió en el Ejército de la Unión durante la Guerra de Secesión y fue dado de baja en 1866. Viajó a Silver Bow, Montana, como buscador de minas, luego, en 1866, se estableció en Boise. Kinney era propietario del Arc Light Saloon, y era accionista de Idaho Building & Loan y del Boise Bank of Commerce. Kinney era dueño de un rancho de caballos en Butte y disfrutaba de las carreras de caballos.
Kinney pudo haber sufrido de EPOC, y él y Margaret Kinney habían viajado a Oakland por motivos de salud. Cuando Kinney murió en Oakland en 1905, sus restos fueron devueltos a Boise y colocados en una bóveda temporal mientras se construía el mausoleo de Joseph Kinney. En ese momento, el Idaho Statesman dijo sobre el mausoleo que era "probablemente la mejor estructura de su tipo en el estado".
Margaret Kinney se volvió a casar y más tarde fue conocida como Margaret Armstrong. Aunque residente de Oakland, continuó siendo dueña de propiedades y realizando negocios en Boise.

## Casa de Joseph Kinney
La casa de Joseph Kinney es una propiedad contribuidora al distrito histórico de Warm Springs Avenue en Boise. La casa fue diseñada por Tourtellotte & Co. en 1903 y terminada en 1904.